# Kapel van het Heilige Kruis en van Onze-Lieve-Vrouw Hulp der Christenen

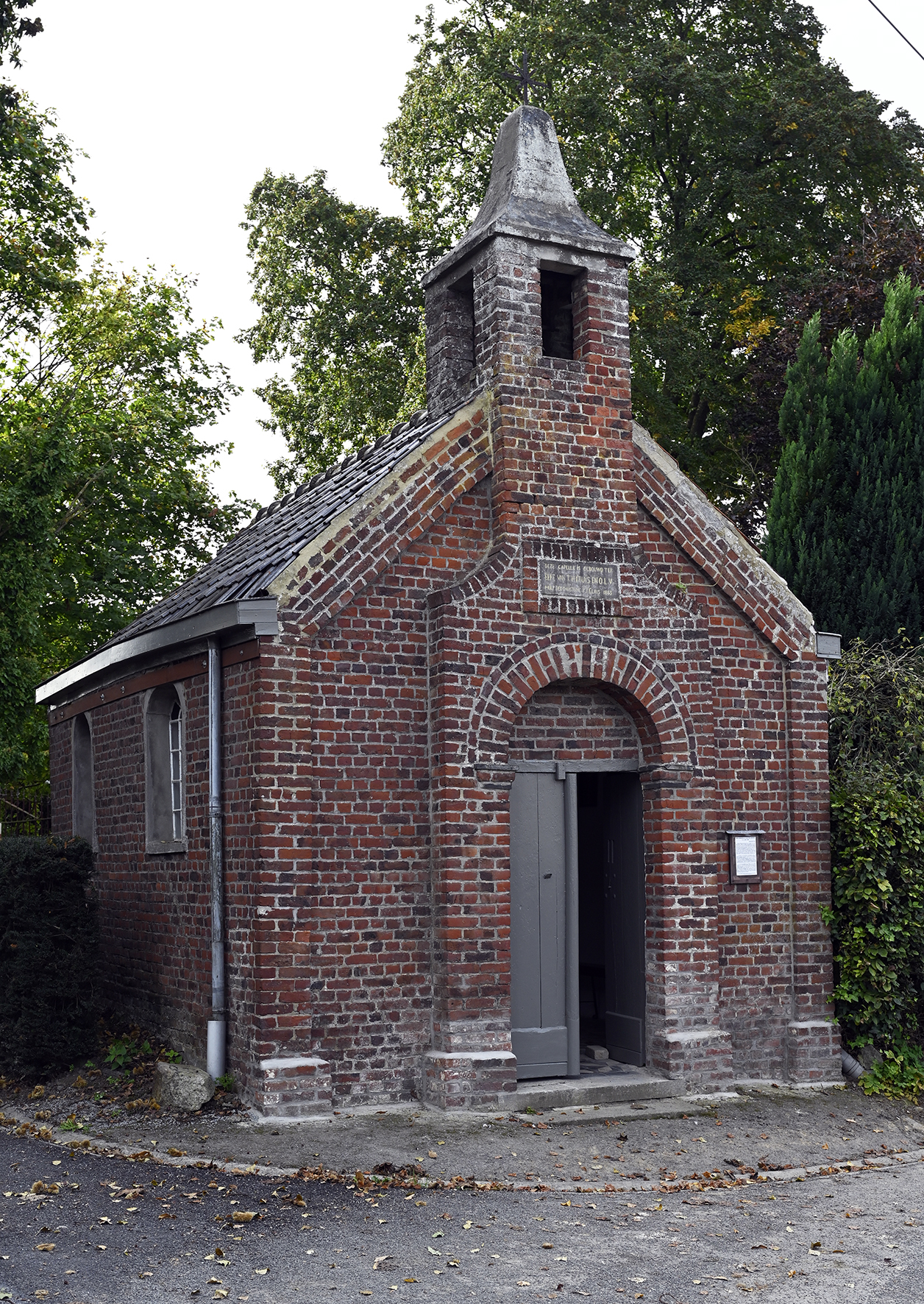

De Kapel van het Heilige Kruis en van Onze-Lieve-Vrouw Hulp der Christenen, ook gekend als  't Kapelleken op de Roen, in Galmaarden is opgetrokken in 1865 door Petrus Johannes Claus, een Galmaardenaar die ten tijde van Napoleon werd opgeëist om te dienen in het leger.
Bij de belegering van Moskou in 1812 deserteerde hij. Hij dook onder, verstopte zich overdag en reisde ’s nachts. Hij liep polderkoorts op. Totaal uitgeput deed hij de belofte een kapel te bouwen voor zijn ouderlijk huis, als hij ooit thuis zou raken. Na maanden van lijden lukte dit: hij kwam terug in Galmaarden tijdens de winter van 1812-1813. De veldwachters bleven echter naar hem zoeken, omdat hij deserteur was. Een volksvertelling gaat als volgt: tijdens een marktdag kreeg de arm der wet, op zoek naar nog meer deserteurs, een ferm pak rammel en daarna lieten ze Petrus met rust.
Petrus Johannes hield zijn belofte, plaatste eerst een kruis en bouwde later de kapel uit dankbaarheid. Heel het gehucht kon er terecht voor gebed.